# Señora ama (película)
Señora ama es una película española de drama  estrenada en 1955, dirigida por Julio Bracho y protagonizada por Dolores del Río. La película se basa en la obra de teatro homónima de Jacinto Benavente.

## Sinopsis
La historia trata del matrimonio entre Feliciano (José Suárez) y Dominica (Dolores del Río), amos de una hacienda. Tienen años de casados, y Dominica no ha podido concebir ningún hijo. Feliciano tiene fama de mujeriego y de haber engendrado a muchos hijos ilegítimos. Se implica que su infidelidad de debe a la incapacidad de su esposa de darle un hijo. Dominica lo defiende ante el público pero se aflige y le reprocha en privado pero nunca se desvía de su compromiso de quererlo hasta la muerte.
En la casa vive también una chica, María Juana (María Luz Galicia), hermana menor de Dominica. Es una muchacha atrevida con rasgos de gitana. Por razones que no se explican con claridad la criaron en la casa. Ya ha llegado a ser señorita y hay una tensión sexual muy fuerte entre ella y Feliciano, la que ella alienta y él resiste. La película plantea una oposición clara entre Dominica, una mujer del espíritu, y María Juana, una mujer de la carne.
Se decide por la familia que María Juana debe casarse con el hermano de Feliciano, José. María Juana no está enamorada de José y lo acepta de mala gana. Por lo tanto resulta no un triángulo de amor sino un rectángulo que se compone de Feliciano, Dominica, María Juana y José. 
La boda de María Juana y José está llena de miradas recelosas. Festejan y se emborrachan mientras los azuza la muchedumbre, la cual está enterada de todo.

## Elenco
- Dolores del Río .... Dominica
- José Suárez .... Feliciano
- María Luz Galicia .... María Juana
- Manuel Monroy .... José
- Rafael Calvo .... Tío Aniceto

## Comentarios
Luis Gasca escribía en 1976 que la película es «poco más que una ilustración de texto». No le faltaba razón. En ese "poco más que" vamos a incluir la luminosa fotografía del hollywoodiense Ted Pahle, en una de sus últimas aportaciones al cine español.
La adocenada adaptación de Enrique Llovet y el propio Bracho es por lo demás un claro exponente, quien sabe si involuntario, de cine en la línea, casto y pedagógico, que los incondicionales de Dolores del Río y Jacinto Benavente sabrán apreciar en su justo valor. Y los demás seguramente también."